# Otostigmus demelloi
Otostigmus demelloi är en mångfotingart som beskrevs av Karl Wilhelm Verhoeff 1937. Otostigmus demelloi ingår i släktet Otostigmus och familjen Scolopendridae. Inga underarter finns listade i Catalogue of Life.